# Liste der Baudenkmale in East Taieri
Die Liste der Baudenkmale in East Taieri umfasst alle vom New Zealand Historic Places Trust (NZHPT) als „Historic Place“ oder „Historic Area“ eingestuften Baudenkmale und Flächendenkmale der neuseeländischen Ortschaft East Taieri. Die Angaben stammen aus dem Register des NZHPT. Die Bezeichnungen der Baudenkmale orientieren sich an diesem Register. In die Liste werden auch bekannte Wahi Tapu (Area), kulturell und religiös bedeutsame Stätten und Gebiete der Māori, aufgenommen. Sie werden jedoch meist nicht publiziert.

| Bild           | Bezeichnung                     | Ort         | Anschrift                       | Beschreibung                              | Bauzeit | Eintrag            | Nummer | Kat. |
| -------------- | ------------------------------- | ----------- | ------------------------------- | ----------------------------------------- | ------- | ------------------ | ------ | ---- |
| BW             | Bellfield                       | East Taieri | Main South Road Karte (ungenau) | Wohnhaus                                  | 1854    | 19. April 1990     | 5240   | 2    |
| BW             | Dunrobin                        | East Taieri | Main South Road Karte (ungenau) | Wohnhaus                                  | n.a.    | 19. April 1990     | 5242   | 2    |
| BW             | Springbank View                 | East Taieri | Main South Road Karte (ungenau) | Wohnhaus                                  | 1860    | 19. April 1990     | 5234   | 2    |
| BW             | Springbank                      | East Taieri | Main Road Karte (ungenau)       | Wohnhaus                                  | 1860    | 19. April 1990     | 5241   | 2    |
| BW             | Presbyterian Manse              | East Taieri | 12 Cemetery Road Karte          | presbyterianische Pfarrei, heute Wohnhaus | 1860    | 19. April 1990     | 3213   | 2    |
| weitere Bilder | East Taieri Presbyterian Church | East Taieri | 12A Cemetery Road Karte         | presbyterianische Kirche                  | 1870    | 10. September 2004 | 2260   | 2    |